# Didier Tarquin
 (décembre 2019).
Si vous disposez d'ouvrages ou d'articles de référence ou si vous connaissez des sites web de qualité traitant du thème abordé ici, merci de compléter l'article en donnant les références utiles à sa vérifiabilité et en les liant à la section « Notes et références ».
Didier Tarquin est un dessinateur et un scénariste français de bande dessinée, né le 20 janvier 1967 à Toulon.

## Biographie
Il passe les dix premières années de sa vie en Algérie, à Touggourt dans le désert du Sahara. Enfant, il dessine en compagnie de son cousin à Toulon et décide de devenir dessinateur à la suite d'un stage d'été de bande dessinée dirigé par Max Marigny. Sa carrière professionnelle commence en 1990 avec l'album Les Maléfices d'orient chez Soleil Productions. Il s'agissait alors d'une toute jeune maison d'édition, fondée par Mourad Boudjellal, ancien libraire spécialisé de la librairie Bédule à Toulon.
Puis en 1992 et 1993 se succèdent 2 tomes de la série Röq. C’est en 1994 qu’il connaîtra le succès avec la série Lanfeust de Troy, puis Lanfeust des Étoiles, en collaboration avec Christophe Arleston et ensuite Lanfeust Odyssey. Parallèlement, en 1994-95, il anima à Hyères un atelier BD dont certains membres sont devenus professionnels, comme Guillaume Bianco, Olivier Dutto et Olivier Rouan.
En tant que scénariste, il écrivit les 3 premiers albums de la série Les Ailes du Phaéton (1997 à 1998) avec Serge Fino au dessin, puis La Véritable Histoire des Krashmonsters, album signé Tarquin, Guillaume Bianco, Olivier Dutto et Adrien Floch.

## Séries

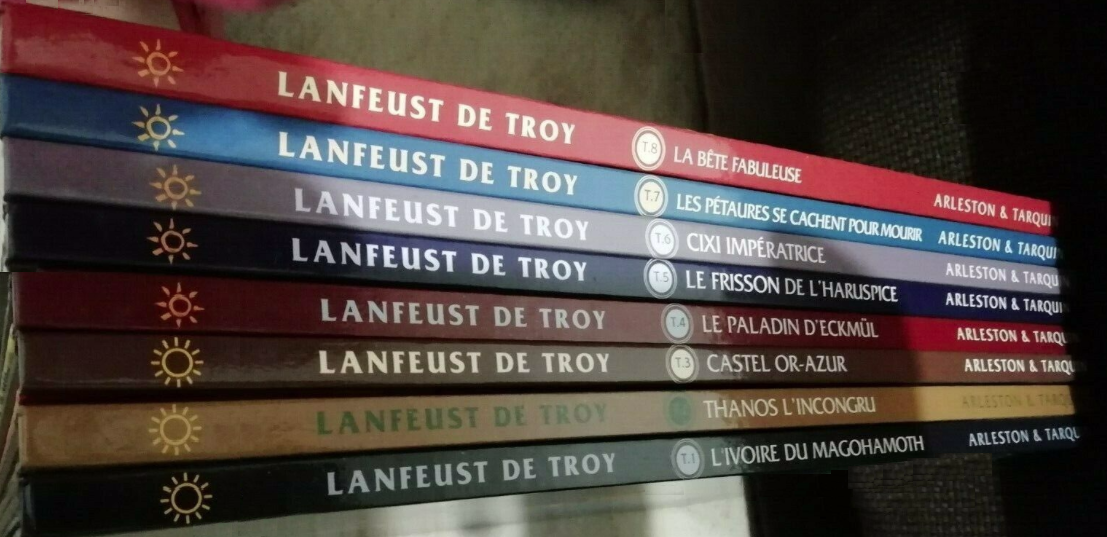
La série Lanfeust de Troy, tomes 1 à 8.

- Les Ailes du Phaéton avec Serge Fino au dessin[2] (3 premiers albums de la série de 1997 à 1998)
- Les Maléfices d'orient, 1 seul album (série arrêtée), Soleil, 1990
- Röq, 2 albums, Soleil (1992 et 1993)
- Lanfeust de Troy, série

1. L'Ivoire du Magohamoth (septembre 1994)
2. Thanos l'incongru (juin 1995)
3. Castel Or-Azur (avril 1996)
4. Le Paladin d'Eckmül (novembre 1996)
5. Le Frisson de l'haruspice (octobre 1997)[4]
6. Cixi impératrice (octobre 1998)[5]
7. Les Pétaures se cachent pour mourir (octobre 1999). Alph-Art jeunesse 9-12 ans au festival d'Angoulême 2000[6]
8. La Bête fabuleuse (décembre 2000)[7]
9. La Forêt noiseuse  (ISBN 978-2-302-09203-7) (novembre 2021)[8]

- Lanfeust des Étoiles, série (2001 à 2008)
- Gnomes de Troy, série (2000 à 2014)
- Lanfeust Odyssey, série (2009 à 2018)
- S.P.E.E.D Angels, série de 2 albums (2012 et 2013)
- UCC Dolores, série de 4 albums (2018 à 2021)[9], avec Lyse Tarquin

## Évolution graphique
Chez un dessinateur, les parutions de différents albums étalées dans le temps permettent de ressortir une évolution, souvent une amélioration, de son trait de crayon. Personnages, détails, effets de mouvements s’affinent. Pour les collections étalées sur plusieurs décennies, le phénomène est d'autant plus vrai (ex : Buck Danny sous Victor Hubinon ; Les Tuniques bleues sous Lambil ; Astérix sous Uderzo).
Les traits des collections Lanfeust connaissent également une évolution sous la plume de Tarquin mais ici le style change dès la première série Lanfeust de Troy. Les Tomes 1, 2 et 3 offrent des personnages aux traits marqués, aux visages fortement sculptés et des environnements très détaillés. Une rupture s’opère peu à peu et est fortement visible à partir du tome 7, les traits étant plus ronds, fluides, la physionomie des personnages s’assouplit et perd le caractère original des premiers tomes.
L'exemple du personnage d'Hébus est un bon moyen de s'en rendre compte, en comparant les planches 28 à 38 du tome 1 ou les planches 8 à 11 du tome 2 avec les planches 8, 10, 16, 32 ou 41 du dernier tome.
Le personnage du chevalier Or-Azur, présent que de manière irrégulière, est également une bonne illustration de ce changement : Tome 1 planches 6, 12, 14, 42, Tome 2 planches 3 et 6 à comparer au tome 7 planches 15 et 16 et au tome 8 planches 34 à 38.
Ce style est conservé dans les collections suivantes, Lanfeust des étoiles et Lanfeust Odyssey, et se rapproche de celui de la collection Trolls de Troy sous Mourier.

## Prix
- 2000 : Alph-Art jeunesse 9-12 ans du festival d'Angoulême pour Lanfeust de Troy, t. 7 (avec Christophe Arleston)[6]